# Condado de Beltrami
O Condado de Beltrami é um dos 87 condados do estado americano do Minnesota. A sede e maior cidade do condado é Bemidji.
O condado possui uma área de 7 914 km² (dos quais 1 425 km² estão cobertos por água), uma população de 39 650 habitantes, e uma densidade populacional de 6 hab/km² (segundo o censo nacional de 2000). O condado foi fundado em 1866.